# Lascaux
Lascaux (Dordogne) je špilja s paleolitskim zidnim slikama („Sikstinska kapela prapovijesnoga doba”) otkrivena 12. rujna 1940. nedaleko od Montignaca u Francuskoj, kada je osamnaestogodišnji Marcel Ravidat krenuo u potragu za psom Robotom koji je bio upao u rupu.
Na stijenama i stropovima špilje nalaze se dobro očuvani naturalistički likovi životinja, (konja, jelena, bikova, krava, medvjeda, bizona i drugih, simbolično-magijskoga značenja, koji predstavljaju najvrjednija ostvarenja paleolitske umjetnosti. Godine 1979. Lascaux je dodan na UNESCO-ov popis mjesta svjetske baštine u Europi zajedno s drugim prapovijesnim nalazištima u dolini rijeke Vézère.

## Osobitosti
Cijela površina stropa oslikana je likovima životinja i ljudi, ali tako da između pojedinih likova nema međusobnoga odnosa. Oni se kreću u različitim smjerovima, nalaze se u različitim položajima, slikani su jedan iznad drugoga ili čak jedni preko drugih. Ne postoji nikakva prostorna organizacija podloge, već samo niz pojedino shvaćenih tijela oblikovanih velikim obojenim površinama s tamnim obrisima.[nedostaje izvor]
- Slika konja, popularno nazvana Kineski konj zbog sličnosti s kineskom umjetnošću
- Slikarije na zidovima, oko 12000 pr. Kr.
- Bizon usmrćuje lovca, slikarija iz novijega razdoblja.

## Vanjske poveznice
- Lascaux  Arhivirana inačica izvorne stranice od 1. lipnja 2003. (Wayback Machine). Službene stranice špilje Lascaux, Francusko ministarstvo kulture.
- Lascaux. Informacije i daljne poveznice.